# Romance '76
Romance '76 è l'album di debutto da solista di Peter Baumann, pubblicato nel 1976 dalla Virgin.

## Il disco
Baumann compose i brani dell'album mentre era in tour con i Tangerine Dream. Pertanto le sonorità non si discostano particolarmente da quelle che caratterizzavano il gruppo in quello stesso periodo. Il brano più famoso è probabilmente la suite Meadow of Infinity, divisa in due parti ed eseguita con l'ausilio dell'Orchestra Filarmonica di Monaco. Il brano è infatti una sorta di breve sinfonia per orchestra e voci sintetiche, dal carattere sperimentale (sia la musica che le voci risultano spesso atonali).
Dell'album esiste una sola edizione in CD, pubblicata nel 1990 e ritirata poco dopo dal mercato. Dato che inoltre l'album non è mai stato rimasterizzato, è oggi estremamente difficile reperirlo, se non nell'edizione in vinile.

## Tracce
Musiche di Peter Baumann.
1. Bicentennal Presentation – 4:46
2. Romance – 6:02
3. Phase By Phase – 7:35
4. Meadow of Infinity, Part One – 5:10
5. The Glass Bridge – 3:27
6. Meadow of Infinity, Part Two – 5:43

Durata totale: 32:43

## Musicisti
- Peter Baumann - tutti gli strumenti
- Munich Philharmonic Orchestra - orchestrazioni
- Hans Baumann - direttore d'orchestra